# Камаиси
Камаи́си (яп. 釜石市 Камаиси-си) — город в Японии, находящийся в префектуре Иватэ. Площадь города составляет 441,42 км², население — 35 852 человека (1 августа 2014), плотность населения — 81,22 чел./км².

## Географическое положение
Город расположен на острове Хонсю в префектуре Иватэ региона Тохоку. С ним граничат города Тоно, Офунато и посёлки Оцути, Сумита.
11 марта 2011 года в Японии свершилось самое сильное за всю историю землетрясение. Землетрясение магнитудой 9,1 ударило по этому городу. Погибло 22 человека.

## Население
Население города составляет 35 852 человека (1 августа 2014), а плотность — 81,22 чел./км². Изменение численности населения с 1980 по 2005 годы:
| 1980 | 65 250 чел. |  |
| 1985 | 60 007 чел. |  |
| 1990 | 52 484 чел. |  |
| 1995 | 49 447 чел. |  |
| 2000 | 46 521 чел. |  |
| 2005 | 42 987 чел. |  |

## История
Город ранее был важным центром сталелитейной промышленности. Там работал завод компании Nippon Steel, численность занятых на котором в 1960 году доходила до 12,5 тыс. человек — 36% экономически активного населения города. Однако  необходимость реструктуризации сталелитейной отрасли Японии потребовала проведения антикризисных мер с целью сохранения конкурентоспособности продукции, поэтому к 1989 году на заводе работало чуть больше тысячи человек. Для создания рабочих мест в городе было открыто значительное количество инновационных производств, появились технопарк и исследовательский центр.

## Символика
Деревом города считается Machilus thunbergii, цветком — Lilium maculatum, птицей — пестролицый буревестник.